# 聖地佛諭

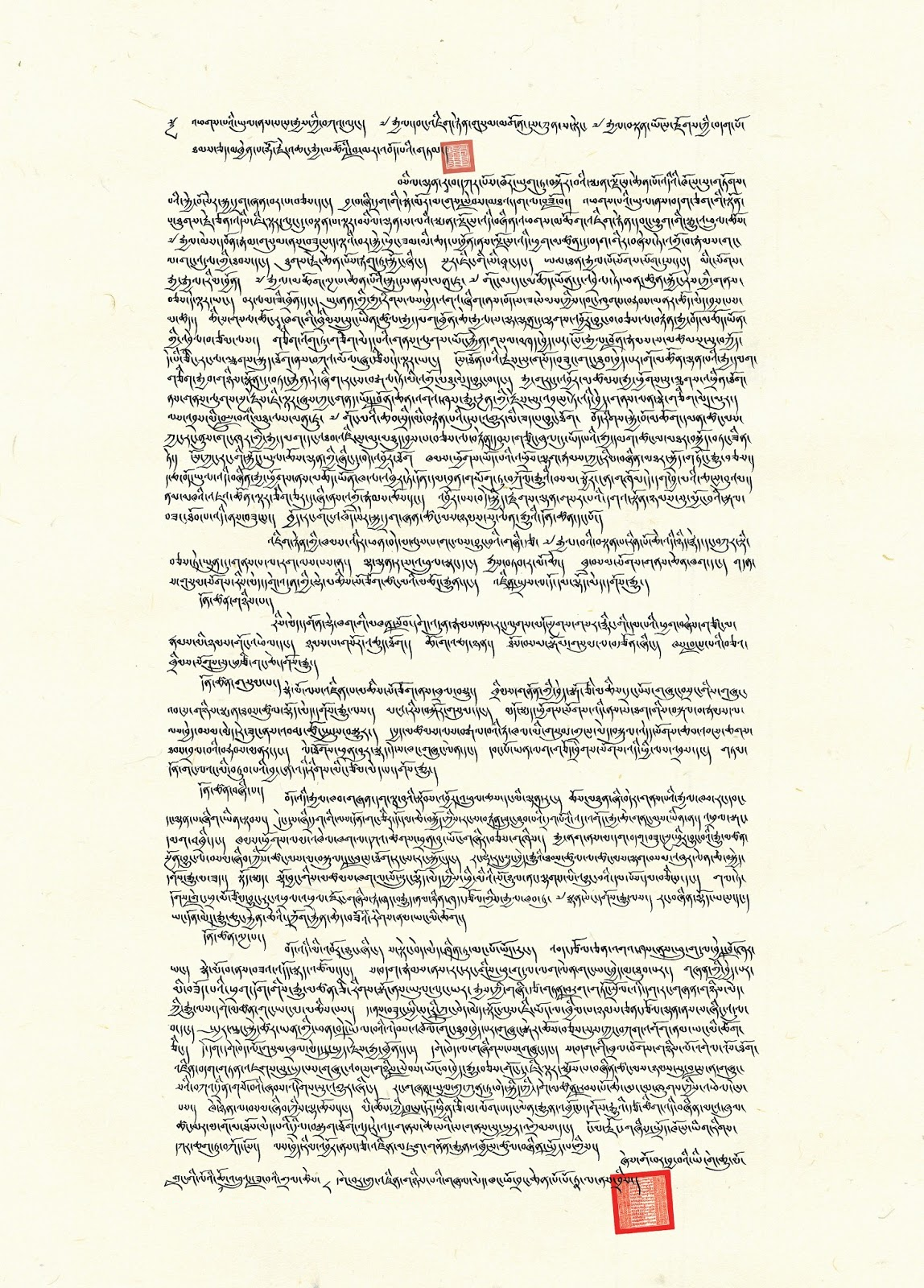
《聖地佛諭》複製品

《西藏全体僧俗大众今后取舍条例》，又稱《水牛年文告》或《聖地佛諭》，是第十三世達賴喇嘛於1913年2月14日（藏曆水牛年正月初八日）發佈的一份文書通告，文告的內容涉及西藏的體制改革、實行新政等內容。新政包括首次發行紙幣，發行雪獅郵票，建立現代郵政系統等。也因為文告的這個性質，部份學者將此份文件看作是西藏的獨立宣言，而存在爭議。
對於《水牛年文告》，噶廈政府下令：「這些文告不僅要在西藏所有的縣或地區張貼，而且所有的縣府都必須抄錄一份備案保存」。文告的現行版本多引自夏格巴的《西藏政治史》一書，該文來自夏格巴從藏南森格宗（Seng ge Dzong）檔案的抄本。該文告對西藏的外交沒有直接影響，從達賴喇嘛（1913年1月底或2月初）派龍廈交給英王喬治五世的親筆信中更能瞭解西藏當時的外交政策。
文告中說：「鑑於外國人過去的入侵，我們的民眾必須無視可能要面對的一些困難。為了保護和維持我們國家的獨立，每一個人都要自覺努力。」（英文：In view of past invasions by foreigners, our people may have to face certain difficulties, which they must disregard. To safeguard and maintain the independence of our country, one and all should voluntarily work hard. ）「我們是一個很小的、信教的獨立國家」（英文：We are a small, religious, and independent nation）語句被學者反復引用論證，時常被認為是達賴喇嘛宣佈西藏獨立的重要宣示。但藏學家扎西旺都表示，達賴喇嘛當時使用的原詞是bod ljongs，即「藏區」，而非rgyal khab（即「國家」）一詞。
國際法律家委員會1960年的報告認定西藏是事實上的獨立國家。美國藏學家梅爾文·戈爾茨坦表示，「藏人認為水牛年文告和對袁世凱的答覆（拒絕接受袁世凱的恢復達賴喇嘛名號）是宣布獨立，雖然兩者在當代西方的術語中不是一個標準的獨立宣言，但它們明白表示達賴喇嘛對自由的渴望，及不受中國封號、避免中國內部影響而統治西藏的意願」。國際法專家對於「西藏過去是否一個獨立國家」意見分歧：Surya P. Sharma主張西藏在達賴喇嘛統治下時是一個獨立國家。美國Alfred P. Rubin主張西藏的「『獨立宣言』並非政治或法律宣言。它僅是第十三世達賴喇嘛對因中華帝國完結而導致的達賴喇嘛-中國皇帝之間的供施關係（mchod-yon）的消亡的聲明」。美國David A. McCabe反駁Rubin的觀點，指出英國外交部的幾份檔案都表示西藏已經宣佈獨立，如亨利·麥克馬洪在1915年關於西姆拉會議的總結報告，而西藏代表在西姆拉會議的開場白也宣示了西藏是獨立國家。針對David A. McCabe的反駁論點，Alfred P. Rubin在另一篇文章再反駁。 Rubin說，拉薩的總理於1913年回應說：“達賴喇嘛不曾授權阿旺德爾智與蒙古締結任何條約。”數年後，一位西藏高級官員說，他不認為西藏與蒙古之間有任何條約。其次，英國官員在一個未註明的場合說“西藏已經宣布獨立”，這個說法只是反映了英國官員的想法或他要讀者這麼想。在缺乏更多證據的情況下，英國官員的說法是存疑的。其三，西藏代表在西姆拉會議的開場白宣示西藏是獨立國家，但拉薩代表與英屬印度代表在會議的換文上有說到“西藏是中國領土一部分”。因此，這個宣示是談判的手段多過於其他。 俄國政府檔案保存的達賴喇嘛委託德爾智致送俄國沙皇的密信則表明，他授權德爾智進行秘密任務，與外國交涉，希望俄國與英國支持西藏獨立，並在拉薩派駐外交代表。但沙俄政府決定維持與英國劃分的勢力範圍，對此信不予理睬。
大蒙古國與西藏在《水牛年文告》發布前一個月，簽訂《蒙藏條約》，互相承認彼此是獨立國家。比利時亞洲領域學者Elisabeth Martens在他的《藏傳佛教的歷史》（Histoire du bouddhisme tibétain. La compasssion des puissants）一書裏面說「西藏的獨立沒有任何的官方文件為憑據，也從未獲得世界任何一國家、或聯合國的承認」。

## 延伸閱讀
- 石硕.  第二版. 成都: 四川人民出版社. 2016年3月. ISBN 9787220097263.
- 石硕. . 《中国藏学》. 1995年1月  [2017-09-01]. （原始内容存档于2017-09-01）.
- 李含章. . 《西藏研究》. No. 第1期. 1999年. （原始内容存档于2013-04-25）.